# Dupleks (druk)
Dupleks jest dodatkowym modułem instalowanym w drukarce, który służy do automatycznego wykonywania wydruków dwustronnych. Kartka po nałożeniu na nią pierwszej strony wydruku nie jest wyrzucana na tacę, lecz kierowana jest do dupleksu, odwracana, a następnie ponownie kierowana do drukarki w celu nałożenia na nią drugiej strony wydruku. Wydruk dwustronny wyrzucany jest na tacę wyjściową.
Aby można było zainstalować moduł dupleksu, drukarka musi być do tego dostosowana (mieć taką możliwość). Zwykle jest to moduł dedykowany tylko dla konkretnego modelu drukarki.